# XXIII. dinasztia
Az ókori egyiptomi XXIII. dinasztia líbiai (meswes törzsbeli) származású uralkodók dinasztiája volt, amely kb. i. e. 880-tól i. e. 720-ig volt hatalmon a harmadik átmeneti korban. Rokonságban álltak a XXII. dinasztiával, melynek riválisaként uralkodtak Felső-Egyiptomban.

## Uralkodói
| Fáraó         | Uralkodói neve            | Uralkodása    | Megjegyzések                                                                                                   |
| ------------- | ------------------------- | ------------- | --- |
| Harsziésze    | Hedzsheperré Szetepenamon | i. e. 880–860 | Théba független uralkodója I. Takelottal és II. Oszorkonnal egyidőben                                          |
| II. Takelot   | Hedzsheperré Szetepenré   | i. e. 840–815 | Alsó-egyiptomi kortársa III. Sesonk.                                                                           |
| I. Pedubaszt  | Uszermaatré Szetepenamon  | i. e. 829–804 | Hosszú polgárháborút folytatott II. Takelottal és Oszorkon trónörökössel. Alsó-egyiptomi kortársa III. Sesonk. |
| I. Juput      |                           | i. e. 829–804 | Társuralkodó apja, I. Pedubaszt mellett.                                                                       |
| VI. Sesonk    | Uszermaatré Meriamon      | i. e. 804–798 | I. Pedubaszt utóda Thébában. Alsó-egyiptomi kortársa III. Sesonk.                                              |
| III. Oszorkon | Uszermaatré Szetepenamon  | i. e. 798–769 | Polgárháborút folytatott I. Pedubaszttal és VI. Sesonkkal. Alsó-egyiptomi kortársai IV. Sesonk, majd Pami.     |
| III. Takelot  | Uszermaatré Szetepenamon  | i. e. 774–759 | III. Oszorkon fia, társuralkodója és utóda. Alsó-egyiptomi kortársa V. Sesonk.                                 |
| Rudamon       | Uszermaatré Szetepenamon  | i. e. 759–755 | III. Takelot öccse. Alsó-egyiptomi kortársa V. Sesonk.                                                         |
| Ini           | Menheperré                | i. e. 755–750 | Uralma csak Thébára terjedt ki. Alsó-egyiptomi kortársa V. Sesonk.                                             |